# Orvosegyetem Sport Club (vaterpolo)
Orvosegyetem Sport Club (kratica: OSC) je mađarski vaterpolski klub iz Budimpešte. Dijelom je športskog društva Orvosegyetem Sport Club .
Klub je utemeljen 1956. godine.

## Klupski uspjesi
- domaći:
- mađarska vaterpolska prvenstva (7): 1969., 1970., 1971., 1972., 1973., 1974., 1978.
- mađarski vaterpolski kup (2): 1970., 1974.

- inozemni:
- Kup prvaka: 1973., 1979.[1]
- Kup pobjednika kupova: -
- LENA-kup: -
- Superkup LEN: 1979.